# Manoir du grand Moustoir
Le manoir du grand Moustoir est situé à Plescop en France.

## Localisation
Le manoir est situé sur le territoire de la commune de Plescop, au lieu-dit le grand Moustoir, dans le département du Morbihan en région Bretagne.

## Description
Le manoir date du XVIe siècle, édifice à un étage carré, élévation à travées, construit en moellons sans chaîne en pierre de taille de granite, toiture à longs pans à ruellée couverte d'ardoises, appentis, pignon découvert. Escalier hors-œuvre : escalier à vis sans jour.

## Historique
Le manoir date du XVIe siècle, il est mentionné dès 1430 ; la partie ouest portant la date de 1778 (remaniement).
Il est inscrit à l'inventaire général du patrimoine culturel.